# Trois-Rivières Draveurs (QMJHL)
Trois-Rivières Draveurs byl kanadský juniorský klub ledního hokeje, který sídlil v Trois-Rivières v provincii Québec. V letech 1969–1992 působil v juniorské soutěži Quebec Major Junior Hockey League. Zanikl v roce 1992 přestěhováním do Sherbrooku, kde byl vytvořen tým Sherbrooke Faucons. Své domácí zápasy odehrával v hale Colisée de Trois-Rivières s kapacitou 3 500 diváků.
Nejznámější hráči, kteří prošli týmem, byli např.: Ray Bourque, Enrico Ciccone, Jacques Cloutier, Donald Dufresne, Denis Herron, Claude Lapointe, Claude Lemieux, Éric Messier, Yanic Perreault, Pascal Rhéaume, Normand Rochefort, Jocelyn Thibault nebo Pascal Trépanier.

## Historické názvy
Zdroj: 
- 1969 – Trois-Rivières Ducs
- 1973 – Trois-Rivières Draveurs

## Úspěchy
- Vítěz QMJHL ( 2× )
  - 1977/78, 1978/79

## Přehled ligové účasti
Zdroj: 
- 1969–1970: Quebec Major Junior Hockey League (Východní divize)
- 1970–1973: Quebec Major Junior Hockey League
- 1973–1976: Quebec Major Junior Hockey League (Východní divize)
- 1976–1981: Quebec Major Junior Hockey League (Diliova divize)
- 1981–1982: Quebec Major Junior Hockey League
- 1982–1988: Quebec Major Junior Hockey League (Diliova divize)
- 1988–1990: Quebec Major Junior Hockey League
- 1990–1992: Quebec Major Junior Hockey League (Diliova divize)